# アフターブ・セット

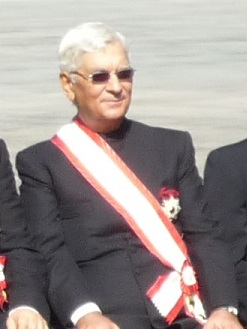
2015年11月5日、大綬章の親授式後の記念写真にて

アフターブ・セット（ヒンディー語: आफ़ताब सेठ、1943年9月17日 - ）は、インドの外交官。元駐日インド大使、慶應義塾大学グローバルセキュリテイ研究所教授。兄は映画『ガンジー』でジャワハルラール・ネルーを演じたことで知られる俳優のロシャン・セス。

## 経歴
ビハール州パトナ出身。デリー大学へ入学し、在籍時に交換留学プログラムにより1年間慶應義塾大学にて日本語と日本史を学んでいる。1964年にデリー大学を首席で卒業し、1967年にはオックスフォード大学の修士課程を修了した。
1968年インドの外務省に入省し、外務省本庁の報道官を経てギリシャ、ベトナム、日本、ミクロネシア連邦などの特命全権大使をつとめた。2004年からは慶應義塾大学教授やグローバルセキュリティ研究所長を務めている。詩人としても活動を行っており、ヨーロッパでは詩朗読マイスターの称号を受けている。
2015年11月、旭日大綬章受章。